# Aural Vampire
Aural Vampire (на японски: オーラルヴァンパイア ōraru vanpaia) е японска електронна група, състояща се от Exo-Chika (вокали/текстове) и Raveman (музика). Групата е създадена в Токио и специализира основно в смесването на електропоп, синтпоп, даркуейв и индъстриъл.
Дебютният им албум „Vampire Ecstasy“ излиза през 2004, а малко по-късно излиза самостоятелният дигиталният сингъл „Death Folder“. Част от песните и ремиксите включени в първия им студиен албум са издавани преди това под формата на демо записи и изпълнявани по време на техни концертни изяви. Първото издание на „Vampire Ecstasy“ е издадено от самото дуо, а след като подписват договор със звукозапинсната компания Avex Trax дебютът им е преиздаден. През 2008 в рамките на три месеца (октомври – декември) Aural Vampire издават общо три EP-та, които включват девет песни. Май 2010 е издаден дългоочакваният втори студиен албум Zoltank, в които са включени няколко от песните издадени под формата на iTune EP-та.
Групата е известна и с изявите си на множество аниме фестивали, включително такива в Европа, Северна Америка и Южна Америка.

## Дискография

### Албуми
- „Vampire Ecstasy“ (22 март 2004)
- „Zoltank“ (5 май 2010)

### EP-та
- „Aural Vampire“ (オーラルヴァンパイア) (28 октомври 2008)
- „Aural Vampire II“ (オーラルヴァンパイア Ⅱ) (25 ноември 2008)
- „Aural Vampire III“ (オーラルヴァンパイア Ⅲ) (30 декември 2008)

### Сингли
- „Death Folder“ (デスフォルダ) (2005)
- „Freeeeze!!“ (2009)